# 24 Hrs
24 Hrs – piąty album angielskiego wokalisty Olly’ego Mursa, wydany 11 listopada 2016 roku przez wytwórnie płytowe RCA Records i Sony Music. Album zawiera 12 premierowych utworów wokalisty. Krążek uzyskał status platynowej płyty w Wielkiej Brytanii. Pierwszym singlem z płyty został utwór „You Don't Know Love”, który zajął 15. miejsce na prestiżowej liście przebojów UK Singles Chart.
W pierwszym tygodniu po premierze album rozszedł się w liczbie 58,000 egzemplarzy, dzięki czemu stał się czwartym albumem Olly'ego który dotarł do 1. miejsca UK Albums Chart.

## Lista piosenek
| Nr  | Tytuł utworu          | Autorzy                                                                  | Produkcja                     | Długość |
| --- | --------------------- | ------------------------------------------------------------------------ | ----------------------------- | ------- |
| 1.  | „You Don't Know Love” | Olly Murs, Steve Robson, Camille Purcell, Wayne Hector                   | Steve Robson                  | 3:18    |
| 2.  | „Years & Years”       | Murs, Hector, Steve Mac                                                  | Steve Mac                     | 4:02    |
| 3.  | „Grow Up”             | Murs, Robson, Purcell, Hector                                            | Steve Robson                  | 3:45    |
| 4.  | „Unpredictable”       | Mich Hansen, Daniel Davidsen, Peter Wallevik, Kara DioGuardi, Iain James | Cutfather, Davidsen, Wallevik | 3:20    |
| 5.  | „Back Around”         | Murs, Robson, Hector, Claude Kelly                                       | Steve Robson                  | 2:54    |
| 6.  | „Deeper”              | Murs, Mac, Clarence Coffee, Jr., Chelcee Grimes                          | Steve Mac                     | 2:36    |
| 7.  | „24 Hrs”              | Murs, Robson, Coffee, Jr., Janee Bennett                                 | Steve Robson                  | 3:28    |
| 8.  | „Private”             | Murs, Tom Barnes, Ben Kohn, Peter Kelleher, Uzoechi Emenike              | TMS                           | 3:10    |
| 9.  | „Love You More”       | Ed Drewett, Edvard Erfjord, Andrew Jackson, Henrik Michelsen, Matt Rad   | Electric, Matt Rad            | 3:04    |
| 10. | „Read My Mind”        | Murs, Robson, Drewett, James Newman                                      | Steve Robson                  | 3:37    |
| 11. | „Better Than Me”      | Murs, Hector, Carl Falk                                                  | Carl Falk                     | 3:54    |
| 12. | „Flaws”               | Murs, Robson, Coffee, Jr., Ina Wroldsen                                  | Steve Robson                  | 3:11    |
|     |                       |                                                                          |                               | 40:19   |

## Notowania i certyfikaty
| Lista przebojów (2016)            | Najwyższa pozycja |
| --------------------------------- | ----------------- |
| Australia (ARIA Charts)           | 42                |
| Austria (Ö3 Austria Top 40)       | 72                |
| Belgia (Ultratop Flandria)        | 116               |
| Belgia (Ultratop Walonia)         | 142               |
| Irlandia (IRMA)                   | 2                 |
| Niemcy (Media Control Charts)     | 41                |
| Nowa Zelandia (Recorded Music NZ) | 7                 |
| Szwajcaria (Schweizer Hitparade)  | 32                |
| Wielka Brytania (OCC)             | 1                 |

| Kraj                  | Certyfikat      | Sprzedaż |
| --------------------- | --------------- | -------- |
| Wielka Brytania (BPI) | Platynowa płyta | 300,000+ |